# J. Manuel Tello
J. Manuel Tello fue un político peruano. 
En 1860 fue elegido miembro del Congreso Constituyente de 1860 por la provincia de Lucanas del Departamento de Ayacucho que expidió la Constitución de 1860, la que tuvo un mayor tiempo de vigencia. Luego fue elegido senador para el Congreso Ordinario de 1860 que estuvo en mandato hasta 1863 y en 1864.